# Maladie à corps de Lewy
 Mise en garde médicale
La maladie à corps de Lewy (MCL), appelée démence à corps de Lewy (DCL) de façon anciennement officielle et actuellement déconseillée, est un type de maladie neurodégénérative et multidimensionnelle qui fut considérée comme une démence partageant des caractéristiques avec la maladie d'Alzheimer et la maladie de Parkinson. Plus précisément, ce sont la maladie d'Alzheimer et la maladie de Parkinson qui partagent des caractéristiques avec la MCL, rendant difficile le diagnostic entre ces deux dernières maladies. Un patient atteint de la maladie de Parkinson ou d'un syndrome parkinsonien peut aussi développer une MCL en parallèle (risque environ quatre fois plus important dans ce cas).
La MCL se manifeste par des troubles cognitifs d'évolution progressive et fluctuante, associés à des hallucinations le plus souvent visuelles, des troubles du comportement en sommeil paradoxal, des fluctuations cognitives et de vigilance et un syndrome extrapyramidal, appelé aussi syndrome parkinsonien.
De toutes les maladies répertoriées par le corps médical avec dysfonctionnement neurocognitif, psychiatrique et comportemental, y compris celles incluant les hallucinations comme la paranoïa et la schizophrénie, la MCL serait la plus lourde et la plus sévère. Elle réunit aussi souvent les caractéristiques et manifestations de toutes les autres maladies neurocognitives, appelées anciennement démences.
Elle s'accompagne aussi de nombreux troubles psychomoteurs, et comme pour la maladie de Parkinson ou les syndromes parkinsoniens, les malades sont habituellement atteints de dysautonomie dès le début de la maladie (signes souvent précurseurs). Si l'intitulé de cette maladie attire l'attention sur symptômes cognitifs et comportementaux, les signes anciennement et parfois encore usuellement regroupés sous le nom de démence ne sont pas la seule manifestation de la MCL. Cette maladie est polymorphe et recouvre un certain nombre de dysfonctionnements corporels.
La MCL est anatomiquement caractérisée par la présence de corps de Lewy, constitués d'amas d'alpha-synucléine et d'ubiquitine, dans les neurones du cerveau. Le traitement est uniquement symptomatique.
Le terme de maladie peut être privilégié, à la fois en raison des connotations éventuellement inappropriées de l'idée de démence et parce qu'un intitulé plus général englobe de façon plus juste l'ensemble des implications.

## Histoire
Frederic Lewy (1885-1950) a été le premier à découvrir les dépôts anormaux de protéines caractéristiques de cette pathologie, nommés corps de Lewy, au début des années 1910.
La première description de la MCL a été faite en 1961 à propos de deux cas clinicopathologiques de « démence progressive et quadriplégie en flexion » associée à des « inclusions circonscrites, polychromes, argyrophiles » dans le cortex cérébral (les corps de Lewy corticaux).
La MCL a commencé à être diagnostiquée dans le milieu des années 1990 avec la découverte de la coloration de l'alpha-synucléine qui mettait en évidence les corps de Lewy dans le cortex des sujets autopsiés. Découverte récemment, la MCL n'était pas reconnue dans le DSM-IV de 1994 mais est répertoriée dans le DSM-IV-TR puis dans DSM-5, (Manuel diagnostique et statistique des troubles mentaux) comme un trouble neurocognitif- majeur ou léger à corps de Lewy. Les démences à corps de Lewy sont classées par l'OMS dans sa CIM-11, la Classification statistique internationale des maladies et des problèmes de santé connexes, au chapitre 06, comme troubles neurodéveloppementaux, code 6D82.
La première conférence de consensus concernant la démence à corps de Lewy date de 1996 ; les critères diagnostiques y ont été précisés.

## Causes
Les causes de la maladie à corps de Lewy (MCL) sont mal connues, mais un lien avec le gène PARK11 (en) a été décrit. Comme pour la maladie de Parkinson et d’Alzheimer, la plupart des cas de MCL apparaissent sporadiquement.
Il n'y a pas de raison de penser que le caractère héréditaire soit fort. Il n’existe pas de test génétique permettant de déterminer si un individu développera une MCL et, selon la Lewy Body Dementia Association, les tests génétiques ne sont pas systématiquement recommandés car il n’existe que de rares cas de MCL héréditaire. Comme pour la maladie d'Alzheimer, le risque de MCL est augmenté par transmission de l'allèle ε4 de l'apolipoprotéine E (APOE), mais cette augmentation du risque pourrait être en lien avec la maladie d'Alzheimer, à laquelle la MCL est fréquemment associée. D'autres gènes semblent impliqués comme le LRRK2, le GBA ou le SNCA.
Le rôle des inclusions de Lewy comme cause ou conséquence de la maladie n'est pas établi. Il est des cas où la présence de ces corps n'est corrélée avec aucun symptôme.

## Anatomopathologie

Macrophotographies des régions de la substance noire d'un patient montrant des corps de Lewy sous différents grossissements.

La maladie à corps de Lewy (MCL) est caractérisée par le développement dans tout le cerveau d'inclusions cytoplasmiques de protéines alpha-synucléine, les corps de Lewy. Ces inclusions sont proches des classiques corps de Lewy retrouvés en sous-cortical dans la maladie de Parkinson. On observe une perte des neurones producteurs de dopamine dans la substance noire proche de celle constatée dans la maladie de Parkinson, et une perte des neurones produisant l'acétylcholine proche de celle constatée dans la maladie d'Alzheimer. Des séries autopsiques ont montré que la MCL était souvent concomitante avec des lésions retrouvées dans la maladie d'Alzheimer, surtout avec des atteintes de l'hippocampe : plaques séniles avec dépôts de protéines bêta-amyloïdes et dégénérescences granulovacuolaires (dépôts granuleux à l'intérieur des neurones de l'hippocampe avec une zone plus claire autour). Les enchevêtrements neurofibrillaires (protéines tau anormalement phosphorylées) sont moins fréquents dans la MCL, bien que décrits. Des anomalies des astrocytes ont aussi été décrites,,,.
La MCL est une maladie à part entière. Elle s'associe fréquemment à la maladie d'Alzheimer dans environ la moitié des cas,,. Contrairement à la maladie d'Alzheimer, le cerveau examiné grossièrement peut sembler normal, sans signe visible d'atrophie.

## Diagnostic

### Clinique
Le diagnostic de la maladie à corps de Lewy (MCL) s'appuie sur les recommandations de la conférence de consensus de 2017 et de 2020 pour le stade prodromal ou prodromique.
Les symptômes pouvant évoquer le diagnostic de MCL sont :
- une atteinte des fonctions cognitives associée à une perte d'autonomie ;
- ainsi qu'au moins 1 (MCL possible) à 2 (MCL probable) des symptômes suivants :
  - des fluctuations du fonctionnement cognitif et de la vigilance, car même si l'involution de l'état neuropsychique est plus rapide que dans la maladie d'Alzheimer, les variations au cours de la même journée peuvent être plus fortes ;
  - un syndrome extrapyramidal (souvent associé au signe de Babinski, à l'altération des réflexes) avec au moins un symptôme parmi ces trois : lenteur physique (ou akinésie), rigidité, tremblement. Les tremblements sont cependant moins fréquents que dans la maladie de Parkinson ;
  - des hallucinations essentiellement visuelles (retrouvées chez 75 % des patients), parfois auditives ou encore olfactives — ce sont souvent des visions de personnes ou d'animaux, des paramnésies réduplicatives et d'autres troubles de la perception (double vision) ou de l'interprétation ; les personnes affectées peuvent considérer ces hallucinations comme normales ou au contraire les critiquer, il semble qu'il soit courant qu'elles en reconnaissent le caractère inhabituel (hallucinose)[21],[22] ;
  - un syndrome de Capgras (ou délire d'illusion des sosies)[23] (plutôt rare) : la personne malade est convaincue que son aidant a été remplacé par un sosie. Elle est anxieuse face à cet intrus et s'inquiète de la santé de son aidant qui a été remplacé ;
  - des troubles du comportement en sommeil paradoxal (TCSP) : le patient pourra décrire des cauchemars ou des rêves vivaces. Les proches décriront le fait que la personne a tendance à vivre ses rêves, elle peut aussi avoir parmi des réactions physiques et verbales un comportement agressif et ne plus pouvoir dormir avec son conjoint ou sa conjointe de ce fait[24] ;
- lorsque le cas se présente, une intolérance aux neuroleptiques et apparentés (antiémétiques) avec risque d'une forme de catatonie proche du syndrome malin des neuroleptiques[25] ;
- une apparition de troubles moteurs et cognitifs dans la même année ;
- un problème d'équilibre corporel, un maintien postural raide de type parkinsonien, des chutes répétées.

La MCL a un profil neuropsychologique différent de la maladie d'Alzheimer :
- syndrome sous-corticofrontal avec un ralentissement intellectuel et atteinte des fonctions exécutives ;
- troubles visuospatiaux majeurs et déficience de l'attention[24] ;
- troubles mnésiques explorés par le test des 5 mots de Dubois[27] avec un rappel libre altéré (le sujet ne parvient pas à répéter les 5 mots appris précédemment de façon spontanée), mais il y a une amélioration à l'indiçage (indices sémantiques donnés au sujet, permettant de tester l’encodage mémoriel, exemple : « Quel était le nom de la boisson ? » pour le mot limonade). Ce trouble est parfois absent en début de maladie. Dans la maladie d’Alzheimer, le rappel libre est fortement altéré et n’est pas amélioré par les indices sémantiques ;
- retentissement sur l'autonomie ;
- troubles du comportement alimentaire et fluctuations de la masse corporelle dans un sens ou dans l'autre (souvent un amaigrissement), parfois précocement[28] ;
- pas de syndrome aphaso-apraxo-agnosique.

Comme l'avolition, l'apathie et l'amimie le suggèrent, il existe souvent parmi les conséquences d'ordre neuropsychiatrique une dépression caractérisée, ce qui peut s'imbriquer avec le fait que les profils anxio-dépressifs et traumatisés en amont sont plus sensibles aux démences, tout cela d'autant que l'environnement social en favorise le développement. Mais chez les personnes qui n'ont jamais eu de profil dépressif, l'apparition d'un trouble atypique et tardif de l'humeur après la cinquantaine, y compris en l'absence de facteurs environnementaux précis, peut être une première alerte évocatrice du diagnostic. Les hallucinations visuelles peuvent aggraver cette détresse en confrontant l'esprit à des situations effrayantes, complexes et détaillées impliquant des personnes et des animaux existants et reconnaissables, liées à des faits réels et à un passé traumatique.
Les troubles psychomoteurs sont globalement le critère différentiel par rapport à la maladie d'Alzheimer, en outre des problèmes physiques, extrapyramidaux et hallucinatoires qui sont exceptionnels dans celle-ci au contraire des altérations cognitives. Ils font penser à la maladie de Parkinson mais, contrairement aux troubles physiques comme la tachycardie, sont relativement mineurs et n'incluent pas souvent de tremblements, mais plutôt un maintien enraidi, un ralentissement moteur, une démarche hésitante et des chutes fréquentes, qui peuvent porter à conséquence au demeurant. La maladie de Parkinson, quant à elle, ne présente pas lorsqu'elle est isolée les mêmes conséquences sur le plan de la mémoire et des fonctions intellectuelles et de raisonnement, de planification et d'organisation dans l'espace et le temps, entre autres, quoiqu'un nombre élevé de patients développent après les troubles moteurs une démence qui relève souvent de la MCL, avec des limites floues entre les diverses maladies neurodégénératives.
Ainsi les sept grands symptômes incluent typiquement les troubles cognitifs (mémoire, raisonnement, abstraction, planification, volonté) incluant aussi la déficience évolutive de l'émission et de la réception verbales et scripturales (agraphie), moteurs (dont l'apraxie vestimentaire et les chutes par exemple), l'altération des fonctions physiques vitales comme le cœur (qui peut aussi à terme engager le pronostic vital), les fluctuations de l'état mental entre lucidité et dépendance presque totales pendant une partie importante de l'évolution de la démence, les hallucinations, les symptômes psychiatriques ou neuropsychiatriques notamment dépressifs et délirants (paranoïa, duplicité) qui sont particulièrement marqués par rapport aux autres neurodégénérescences (à l'image de l'hypersensibilité aux neuroleptiques), ainsi que les troubles du sommeil.
Plusieurs années avant l'affirmation globale de la maladie, la personne peut présenter des signes physiques avant-coureurs liés à la dysautonomie, notamment au niveau urinaire et fécal (constipation chronique) et avec bradykinésie (dysfonction motrice) et hypotension orthostatique. Cette dimension entraîne souvent des complications au stade avancé, notamment des infections. La maladie neurocognitive peut affaiblir le système immunitaire. La maladie s'accompagne aussi de nombreux troubles psychomoteurs, et comme pour la maladie de Parkinson ou les syndromes parkinsoniens, les malades sont habituellement atteints de dysautonomie (nez qui coule ou rhinorrhée, yeux qui coulent ou lacrymation, sécheresse du nez, de la bouche ou des yeux, hypotension orthostatique, constipation, troubles urinaires, etc.) et ce dès le début de la maladie (signes souvent précurseurs). 
La maladie comprend un stade modéré, un stade moyen et un stade avancé. Au début, la personne a des problèmes physiques, psychomoteurs, de mémorisation et d'attention dans des domaines isolés, par exemple des oublis de termes, des lapsus, des confusions de noms propres et des troubles de la nutrition. Les activités sociales sont ensuite grandement altérées, l'équilibre et la marche se dégradent, la personne est désorientée dans le temps et l'espace, souffre d'abolition de la volonté planificatrice et de désordres neuropsychiatriques graves, parfois elle confond et oublie tous les mots, dont les noms de ses parents et proches, éprouve des difficultés d'intégration des codes sociaux et de la politesse, articule mal, ne fait plus de phrases, a des troubles hallucinatoires et un sommeil pathologique. La personne qui assurait ces dimensions de l'existence ne peut plus poursuivre de façon sûre la gestion d'activités financières ou la conduite automobile, puis elle peut ne plus reconnaître les personnes proches et être indélicate, agressive ou autoagressive dans certains cas, et elle a besoin d'aide pour l'hygiène, l'habillement ou d'autres soins personnels, qui doivent dans les derniers temps être pris en charge intégralement par autrui.

Attitude posturale parkinsonienne, également typique de la MCL.

### Examens complémentaires
L'α-synucléine peut être dosée dans le sang ou dans le liquide cérébrospinal. Le taux de cette molécule est significativement plus bas dans une démence à corps de Lewy que dans une maladie d'Alzheimer.
L'électroencéphalogramme peut montrer des anomalies, en particulier la présence d'ondes lentes, sans que cela soit discriminant.
Un scanner cérébral ou une imagerie par résonance magnétique doit être effectué dans le cadre du bilan d'une démence, mais ne montre pas d'anomalie spécifique chez un individu atteint d'une MCL.
La tomographie par émission de positons ou la tomographie d'émission monophotonique démontre un hypométabolisme occipital discriminant par rapport à la maladie d'Alzheimer.
La scintigraphie à la 123I-métaiodobenzylguanidine montre une diminution du captage du traceur au niveau cardiaque, laquelle n'est pas retrouvée dans la maladie d'Alzheimer.
La tomographie d'émission monophotonique utilisant du 123I-FP-CIT comme traceur peut montrer également une hypofixation de ce dernier.

### Diagnostic différentiel
La maladie à corps de Lewy (MCL) regroupe des aspects cliniques de la maladie d'Alzheimer et de la maladie de Parkinson tout en étant plus proche de cette dernière. Le diagnostic est difficile et la maladie est très souvent confondue avec cette dernière.
Alors que la maladie d'Alzheimer apparaît en général de façon graduelle, la MCL a tendance à progresser plus rapidement.
La MCL doit être distinguée de certaines formes démentielles qui apparaissent dans la maladie de Parkinson par le délai d'apparition de la démence après les symptômes extrapyramidaux. La maladie de Parkinson avec démence apparaît la plupart du temps après plus d'un an d'évolution du syndrome extrapyramidal, alors qu'un diagnostic de MCL peut être envisagé lorsque les troubles cognitifs apparaissent en même temps que le syndrome extrapyramidal.
Elle doit également être distinguée de l'atrophie corticale postérieure (ou syndrome de Benson). La démence à corps de Lewy et le syndrome de Benson partagent comme caractéristique commune de comporter des troubles de nature postérieure et notamment visuelle (agnosie visuelle associative, apraxies diverses en stade avancé, etc.). En revanche, des deux maladies, seule la démence à corps de Lewy est susceptible d'engendrer un syndrome extrapyramidal, une atteinte exécutive (cognitive et comportementale), une atteinte de la mémoire antérograde (ici principalement par déficit de la récupération sans atteinte de l'encodage) ou encore des hallucinations. De plus, l'anosognosie et l'anosodiaphorie semblent plus spécifiques de la démence à corps de Lewy, ce qui signifie que la personne semble indifférente à l'existence de sa maladie (le terme anosodiaphorie se rapporte spécifiquement aux lésions cérébrales).

## Traitement
La prise en charge a fait l'objet de la publication de recommandations par un consortium international en 2005.
Il n'existe pas à l'heure actuelle de traitement curatif de la MCL. Les traitements disponibles permettent une prise en charge symptomatique de faible efficacité.

### Prise en charge médicamenteuse
Le traitement spécifique des troubles moteurs par de la L-Dopa a des résultats modestes sur la rigidité parkinsonienne et peut aggraver les troubles psychiques (hallucinations, agitation...).
Concernant les troubles cognitifs, l'effondrement des taux d'acétylcholine corticaux peut suggérer une efficacité des anticholinestérasiques. Le donépézil, la rivastigmine et la galantamine peuvent être recommandés. Des études rapportent que la MCL serait plus réceptive au donépézil que la maladie d'Alzheimer. La mémantine peut également être utile.
Une prudence extrême est de rigueur quant à l'utilisation de neuroleptiques, mal tolérés dans le contexte de cette pathologie. En cas de troubles psychotiques majeurs, la clozapine peut être utilisée,.
Il est également conseillé de s'assurer de l'absence d'iatrogénie médicamenteuse pouvant aggraver les symptômes (en particulier avec les traitements ayant une action anticholinergique).

### Prise en charge non médicamenteuse
Un bilan et une rééducation orthophoniques sont fortement conseillés pour intervenir sur les troubles de la déglutition, et sur les troubles cognitifs (concentration et attention soutenue, traitement de l'information, difficultés de langage oral et écrit, difficultés mnésiques, planification de tâches, etc.).
L'intervention d'ergothérapeutes est conseillée. Ils agissent en intervenant sur l'environnement, l'habitat, organisent un programme avec des activités et des échanges pour s'adapter aux diminutions des capacités cognitives et aux symptômes parkinsoniens.
Au cours de l'évolution de la maladie, il faut insister sur l'importance de la stimulation cognitive, de la kinésithérapie et des thérapies comportementales. Il faut sans cesse s'assurer de l'absence d'iatropathologie (effets indésirables dus à la prise de médicaments) et lutter contre tout facteur pouvant entraîner une confusion ou perturber le comportement (fécalome, rétention d'urine, infection).
L'information aux familles et aux proches est essentielle pour que tous comprennent la maladie et que l'accompagnement du patient se déroule le plus sereinement possible.

## Épidémiologie, pronostic et évolution
Environ 5 % à 22 % des troubles neurocognitifs importants (appelées aussi démences) sont de type à corps de Lewy. La MCL est légèrement plus fréquente chez les femmes que chez les hommes : ainsi dans une étude française sur plus de 10 000 patients atteints de MCL, 54,7 % étaient des femmes. D'autres études suggèrent que plus d'hommes seraient touchés, du moins diagnostiqués.
En France, 150 000 à 250 000 personnes seraient atteintes par cette maladie dont 67 % qui ne sont pas diagnostiquées. La maladie à corps de Lewy atteint 1,3 million de personnes aux États-Unis, et plus de 10 millions dans le monde.
Les études ne sont pas consensuelles à ce sujet et avancent une fourchette d'environ deux à vingt ans en fonction notamment de l'âge, cependant la personne vivrait en moyenne six à douze ans après l'apparition des symptômes.
L'évolution de la maladie à corps de Lewy dépend de la qualité de la prise en soins. Lorsque la prise en soin est optimale et dès le stade prodromique, l'évolution est très lente. Au stade prodromique, la présence de lésions amyloïdes accélère le déclin cognitif.
Au stade léger de la maladie, toujours avec une prise en soin optimale, l'évolution se fait lentement (sur environ 10 ans) pour atteindre le stade sévère. Cependant, si la MCL est associée à une maladie d'Alzheimer, l'évolution du stade léger vers le stade sévère se fera beaucoup plus rapidement, typiquement en 4 ans.

## Aidants et malades à corps de Lewy
La maladie à corps de Lewy (MCL) étant une maladie neurodégénérative qui atteint le physique et le psychisme du malade, c'est, selon une aidante, « une maladie dévastatrice tant pour le malade que pour son aidant et dont personne ne sort indemne ».
En conclusion de son témoignage, cette épouse d'un malade rapporte qu'en dépit de ses doutes une certitude lui reste de son expérience de la démence à corps de Lewy, qu'elle confie à d'autres aidants au sein de l'association dont elle fait partie : « Derrière l’être étrange que deviendra le malade avec l’évolution de sa maladie (corps martyrisé, déformé, fonctions vitales non maîtrisées, parole inexistante), son esprit, ses sentiments, sa compassion pour vous, l’aidant, resteront toujours présents en lui ; tout au long des jours il ne fera que s’absenter de lui-même ».
L'Association des aidants et malades à corps de Lewy (A2MCL) est à même de constater que les malades, dans leur très grande, majorité, vivent à la maison (88 %), quelques-uns étant dans des EHPAD (8 %) ou à l'hôpital (4 %). « Les malades au sujet desquels on nous contacte sont majoritairement des hommes », est-il précisé.